# 薩林齊
48°50′50″N 29°3′8″E / 48.84722°N 29.05222°E
薩林齊（烏克蘭語：Салинці），是烏克蘭西南部的村莊，隸屬文尼察州的文尼察區。該村始建於1700年，面積0.93平方公里，海拔高度219米，2001年人口17，人口密度每平方公里18.33人。